# Handbra

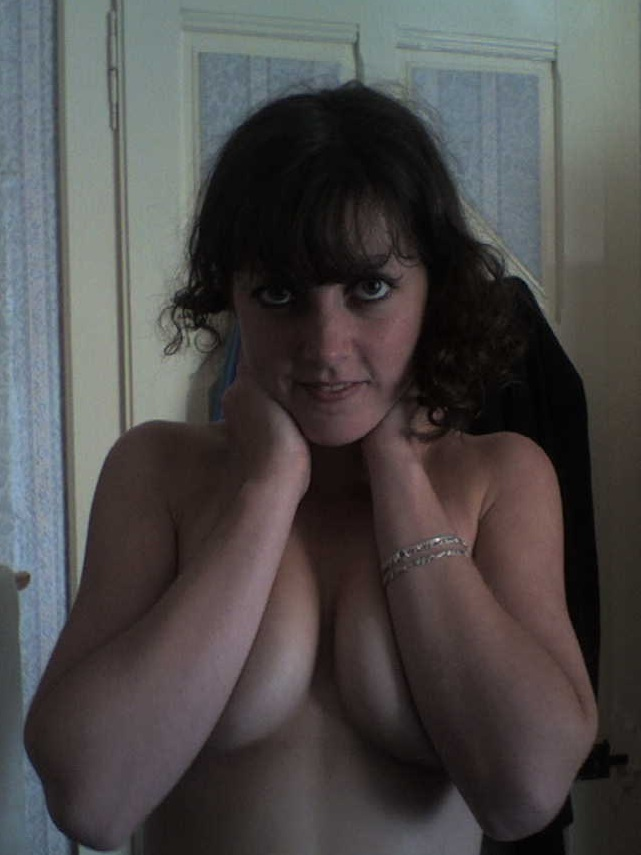
Exemple de handbra

Un handbra (també hand bra o hand-bra) (de l'anglès hand, «mà» + bra, «sostenidor»; «mà al pit») és una tècnica utilitzada per les actrius, models i altres artistes (generalment nues o mig nues) per cobrir els seus mugrons i arèoles amb les seves pròpies mans o d'alguna altra manera de complir amb les directrius dels censors, les autoritats públiques i les normes comunitàries que requereixen que els pits femenins siguin coberts en pel·lícules o en altres mitjans de comunicació. Sol ser habitual en portades d'algunes revistes o escenes de porno tou.
La tècnica també pot ser utilitzada per les dones per cobrir les seves parts íntimes per mantenir la seva modèstia. És possible que la dona fotografiada no vulgui en aquell moment que li mirin els pits, per pudor o altres circumstàncies, o que sigui una altra persona o cos qui els oculti a la vista; quan es tracta d'un peix o un altre tipus d'animal marí situats a l'altura del bust es denomina fihsbra o fish bra).
Les convencions socials que requereixen a les dones cobrir els seus pits en públic han estat generalitzades en tota la història i en totes les cultures. Generalment, les cultures occidentals modernes consideren que l'exposició dels mugrons i arèoles són immodestes i de vegades es perseguit com exhibicionisme. No obstant això, la cobertura dels mugrons i arèoles d'alguna manera es considera com a suficient per mantenir la modèstia i la decència.

## Història

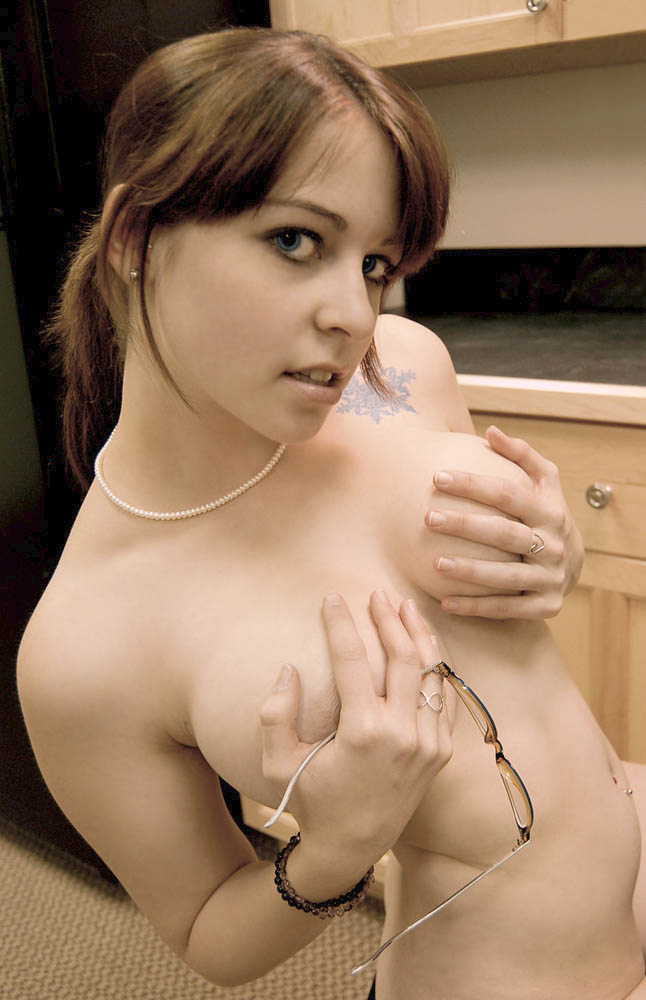
Handbra d'una model de Suicide Girls

Abans que el topless i la nuesa es fessin més comuns en el cinema i altres mitjans de comunicació després de la dècada del 1960, les models i actrius femenines cobrien els seus pits, especialment els mugrons i arèoles, amb les seves mans, braços, tovallola, pasties o alguns altres objectes per a romandre dins de les directrius dels censors o normes de la comunitat sobre la decència i la modèstia.
A principis del segle xx el handbra no era gaire popular en Europa ni en Amèrica a causa que el topless i la nuesa estaven bastant esteses. Als Estats Units, després que les imatges de pits nus fossin reprimides durant dels anys trenta, el handbra es va convertir en una tècnica cada cop més habitual, i va trobar una major acceptació en la cultura dels anys cinquanta gràcies a la difusió de la moda de la noia de calendari.

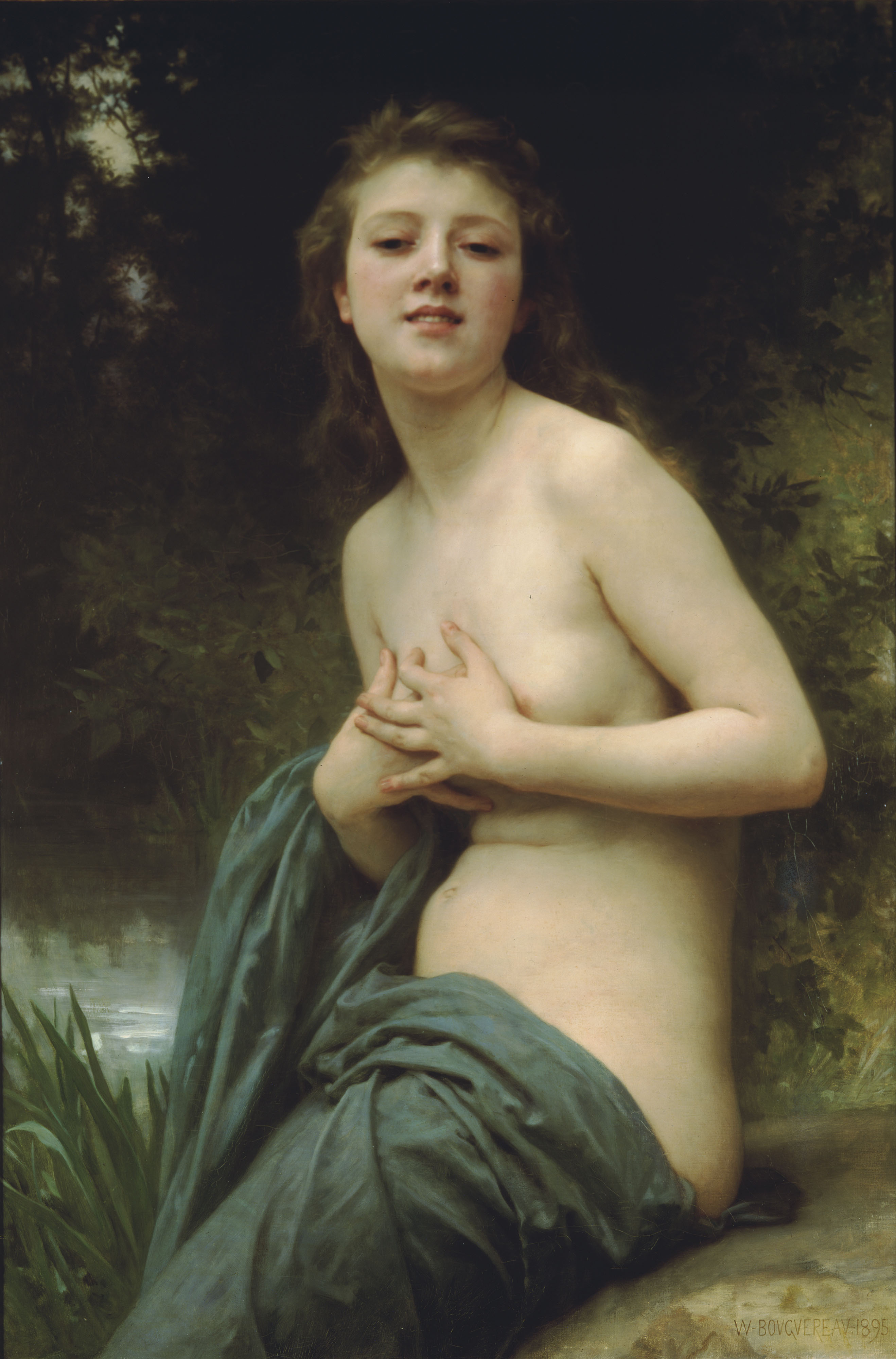
Brisa de la primavera (1895), de William-Adolphe Bouguereau (1825-1905)

Un cop acceptada la imatge dels pits nus, després de la dècada del 1960, el handbra es va convertir en una tècnica habitual entre les models, i va trobar una aplicació particular en les revistes de moda i en les revistes dedicades als homes com FHM, Maxim i Zoo Weekly, on destacaven les fotografies d'actrius B i models amb poca roba, per a evitar el topless i la nuesa en la fotografia glamour.
El handbra també va ser utilitzat amb freqüència per algunes actrius que van posar per algunes sessions de fotografia eròtica sense voler fer topless; alguns exemples inclouen a Brigitte Bardot (1955, 1971) i a Elizabeth Taylor en un article per a la revista Playboy sobre la pel·lícula Cleopatra.
Rudi Gernreich va fotografiar a Peggy Moffitt en maillot fent topless en la revista Life en 1964, començant així l'aparició i augment del handbra en publicacions com Sports Illustrated Swimsuit Issue per la model Elle MacPherson al febrer de 1989.
Cap al final del segle xx, el handbra va guanyar exposició en nombroses portades de revistes de celebritats. Aquestes inclouen l'aparició de Janet Jackson a la portada de la revista Rolling Stone al setembre de 1993, que més tard es va anomenar «Most Popular Cover». En termes de la ciència del biquini, el segon parell de mans en aquesta imatge va avançar significativament els casos de handbra més enllà del que és possible fer amb una sola model. Les mans poden poden operar soles o junt amb la model que fa handbra, i elles mateixes tenen una àmplia gamma de diferenciació, per exemple, per sexe, edat, color. Un segon parell de mans fa que la imatge no sigui només una disfressa o un posat, sinó també una situació. El juliol del 1994, la filla de Ronald Reagan, Patti Davis, es prestava a una sessió de fotografia nua per a la revista Playboy i va aparèixer a la portada davant d'un model de color que cobria els seus pits amb les mans.
El fotògraf Raphael Mazzucco va crear al 2006 un handbra amb vuit dones a la portada de la revista Sports Illustrated (Swimsuit Issue), i una foto de Marisa Miller que es cobria els seus pits amb els seus braços i la seva vulva amb un iPod al Swimsuit Issue en 2007.
El handbra va ser objecte d'una paròdia en l'anunci de la revista Holding Your Own Boobs realitzada per Sarah Michelle Gellar i Will Ferrell en 15 de maig de 1999, en el programa Saturday Night Live.

Hi ha un sostenidor anomenat el «handbra» que les seves copes tenen forma de mans, com una paròdia de la tècnica. Lady Gaga portava aquest sostenidor en el vídeo musical del seu senzill del 2013 Applause.